# Abatedouro
Abatedouro (português brasileiro) ou matadouro (português europeu) ou açougue é a instalação industrial destinada ao abate, processamento e armazenamento de produtos de origem animal.

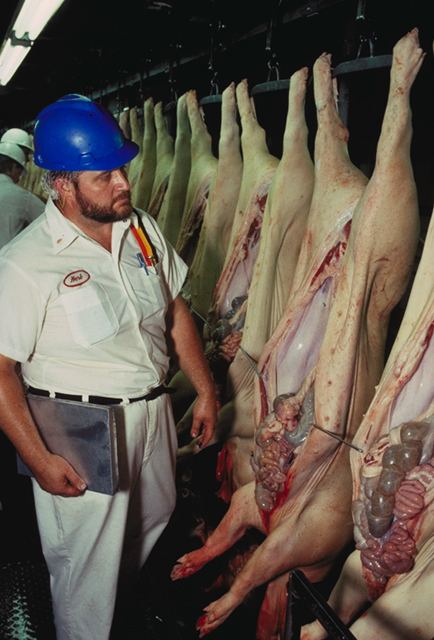
Veterinário inspeciona carcaças de suínos.

A localização, operação e os processos utilizados respondem a uma variedade de conceitos, como proximidade do produtor, logística, saúde pública e até preceitos religiosos. Mais recentemente, medidas de direitos dos animais levaram a alterações que diminuem a crueldade para com os animais. Problemas de poluição por dejetos também podem ser evitados com planejamento e equipamentos adequados.
O estabelecimento comercial que vende carne verde, isto é, fresca, não salgada, também é denominado 
"açougue", "talho"(português europeu), "corte" ou "carniçaria" (no Brasil). Os nomes "matadouro", e "abatedouro" são conhecidos no Brasil, sendo o último por vezes considerado um galicismo, ou regionalismo gaúcho ou sulista. Em Portugal, praticamente só é usada denominação "matadouro" para esse estabelecimento comercial.

## Tipos de abatedouro
No Brasil, existem vários tipos de abatedouros, sendo que o mais combatido e perigoso é o abatedouro clandestino. Há o abatedouro de frango, o abatedouro de bovino de pequeno e médio porte, e alguns abatedouros que não especificam um só tipo de abate, podendo abater coelhos, porcos, cabritos, carneiros e aves em geral, normalmente de grande porte. Existe também o abatedouro ritual ou litúrgico, um caso à parte, considerado como uma profissão onde um sacerdote de uma religião é o responsável pelo abate dos animais.
Abatedouro clandestino é o abatedouro que está totalmente fora da lei, localizado normalmente em sítios afastados, sem nenhuma condição de higiene, escondidos em clareiras de mata, onde se faz o abate de animais sem nenhuma técnica padronizada. É perigosos pela falta de higiene do local e do produto do abate, que é vendido em feiras livres por comerciantes sem escrúpulos. Só são localizados pela polícia e fiscais da vigilância sanitária através de denúncias de vizinhos próximos.
Abatedouro de frangos é, normalmente, uma empresa estabelecida de pequeno ou médio porte, especializada no abate e distribuição de frangos para o mercado alimentício etc. Existem, também, as avícolas de grande porte, que fazem criação do frango e possuem seu próprio abatedouro.
Abatedouro de bovinos é uma empresa de pequeno ou médio porte especializada no abate de bois. As empresas de grande porte estão incluídas na pecuária de corte, onde o abate principal é de novilho ou garrote selecionado, sendo que o gado adulto, uma parte é vendido como reprodutor e para a produção de leite.
Abatedouro de aves (frangos de corte) é uma empresa de grande porte, voltada para grande produção e abate de aves para exportação.
Abatedouro ritual ou litúrgico local onde é feito o abate de aves e animais por um sacerdote ou rabino com seus rituais específicos de acordo com a religião.

## Procedimentos
Após chegar da propriedade onde foi produzido, o animal é alojado em currais de espera, onde normalmente passa a noite e recebe a primeira de uma série de inspeções sanitárias por veterinários credenciados por autoridade governamental (no Brasil, o Serviço de Inspeção Federal). Condições de baixo estresse, água corrente e barreiras visuais ajudam na recuperação da viagem.
Logo após o abate, o mais rápido e indolor possível, o animal entra numa linha de desmontagem, pendurado em carretilhas que fazem o caminho interno da indústria. A retirada do sangue, lavagem com vapor e retirada de vísceras e do couro ou penas são o procedimento usual.
A carcaça, após nova inspeção sanitária, segue então para câmaras de resfriamento, entre zero e cinco graus, para restringir contaminação por micro-organismos, onde costuma permanecer por uma noite.
A carne está pronta agora para receber a preparação final, conforme a destinação. É dividida manualmente, embalada, resfriada ou congelada e armazenada até seu destino final.

## História
A evolução dos antigos matadouros a céu aberto, mal cheirosos e cheios de predadores, para instalações industriais modernas começou com a descoberta dos processos de refrigeração com amônia. A possibilidade de armazenar e transportar grandes quantidades de carne possibilitou retirar o abate da proximidade das cidades e levá-los próximos aos locais de produção.
A evolução da biologia, com o estudo dos micro-organismos causadores de doenças, levou a uma constante procura por mais higiene e limpeza.
Hoje, se encontra, em um ponto de venda, por exemplo, na Europa, carne da Austrália ou Argentina, frango do Brasil, bacon dos Estados Unidos, o que só foi possível pela evolução da indústria.

## Insumos
Um abatedouro moderno é um grande consumidor de água, normalmente aquecida em caldeira, e usada na limpeza e esterilização de carcaças, instrumentos de corte e no próprio edifício.
As grandes câmaras frigoríficas e as unidades de refrigeração a amônia são grandes consumidoras de energia elétrica, normalmente recebida em alta tensão e transformada em cabine primária própria.

## Produtos
Além da carne, que é seu produto de maior valor, muitos outros materiais são vendidos pelos matadouros, como o couro, o sangue usado como insumo em indústrias químicas, o sebo retirado em digestores de restos de ossos e gordura, a farinha de ossos que enriquece rações, e os miúdos vendidos também como alimento.
Como curiosidade, até cálculos biliares são vendidos como insumo para indústrias de química ou produtores asiáticos de pérolas.

## Limpeza e sanidade
As instalações industriais modernas estão muito distantes dos antigos e mal-cheirosos abatedouros, presentes na imaginação de muitos ainda.
Exigência com a limpeza, equipamentos adequados, uso intenso de materiais apropriados como o aço inoxidável, instalações revestidas com materiais próprios e o conceito de não deixar nada que possa se deteriorar, com um prazo mínimo entre o abate e a entrada na câmara frigorífica, são práticas exigidas.
O uso intensivo do vapor de água como esterilizante, já que produtos químicos contaminariam a carne, ajuda a eliminar a contaminação por micro-organismos. Práticas adequadas, como o uso de facas diferentes para a parte externa ou interna do animal e o controle de insetos e predadores, também contribuem muito para a melhoria da sanidade.

## Inspeção de produtos de origem animal
O serviço de inspeção realiza o registro e a fiscalização de estabelecimentos que trabalham na produção, manipulação, beneficiamento, transformação, acondicionamento, embalagem e comercialização de produtos de origem animal (carne, leite, peixe, ovos e mel), os quais devem estar devidamente registrados.

## Segurança do trabalho em abatedouros
No Brasil, a segurança do trabalho em abatedouros é regida, principalmente, através da Norma Regulamentadora 36 - Segurança e Saúde no Trabalho em Empresas de Abate e Processamento de Carnes e Derivados, que foi publicada pela Portaria MTE n.º 555, de 18 de abril de 2013. Essa norma tem por objetivo: estabelecer os requisitos mínimos para a avaliação, controle e monitoramento dos riscos existentes nas atividades desenvolvidas na indústria de abate e processamento de carnes e derivados destinados ao consumo humano, de forma a garantir permanentemente a segurança, a saúde e a qualidade de vida no trabalho, sem prejuízo da observância do disposto nas demais Normas Regulamentadoras - NR do Ministério do Trabalho e Emprego.